# 9S
《9S》是由日本作家葉山透所著的輕小說，前9卷由山本ヤマト繪製插畫，第10卷開始由増田メグミ插畫。於電擊文庫連載。全文共長篇13卷，短篇2集。中文繁體版由台灣角川、簡體版則是天聞角川代理發行。曾發行廣播劇。因為作者生病緣故，第8集曾一度延期。在2007年6月10日發售的『電擊hp』第48號中有第8集發售的紀念漫畫。

## 作品名
《9S》是的縮寫，九個開頭為S的英文單字所構成。直接翻譯則是：「以至高智慧與力量巧妙封印野蠻科學之安全系統」。

## 簡介
下落不明的瘋狂科學家峰島勇次郎，在全世界留下了大量的驚人發明，這些發明被稱為「遺產」。覬覦遺產的國家或組織，讓聯合國訂定了「第二京都條約」，希望規束遺產的使用。但是，仍然有大量的組織前仆後繼地想要獲得神秘的科學力量。於是日本政府成立了『ADEM』（峰島遺產管理局），掌控LC部隊（反遺產犯罪部隊），進行對遺產相關犯罪的打擊。而峰島勇次郎的獨生女峰島由宇，正是他們擁有最重要的遺產。

## 劇情大綱

### 球體實驗室篇（第1集）
以搶奪峰島勇次郎遺產為目的之武裝集團『海市蜃樓』突然襲擊「球體實驗室」。於實驗室內打工的坂上鬥真成功脫逃並通知警方。遺產管理組織『ADEM』為了聽取事情經過，將鬥真帶到NCT研究所中，於此邂逅了峰島勇次郎的獨生女峰島由宇。由宇和鬥真一同侵入「球體實驗室」，與『海市蜃樓』戰鬥後成功奪回「超級電腦LAFI」。

### Leptoneta篇（第2集）
球體實驗室事件發生兩周後，舞台來到使用遺產製作的六目八腳戰車Leptoneta的測試地點弧石島。為了調查是否違法使用遺產，由宇以及『ADEM』一行人被捲入Leptoneta的失控當中，同時還受到遺產強盜集團『密諾娃』襲擊。為了和由宇見面，來到弧石島的鬥真也被捲入事件當中。最後鬥真和由宇相逢，破壞了Leptoneta並殲滅『密諾娃』的成員。

### 天國之門篇（第3、4集）
時間是五月初，弧石島事件的兩星期後。木梨私自與「超級電腦LAFI」一號機進行連結，被八十八元素之一奪走身體，之後產生異變後並從NCT研究所脫逃。為了追捕它，由宇第三度離開NCT研究所。唯一從風間處得知的線索是，變異體的目標是「天國之門」。另一方面，真目勝司和遺產強盜集團『密諾娃』中的Magician聯手，為了向真目之血復仇而向著「天國之門」前進。由宇和鬥真一邊排除阻礙，一邊追尋峰島勇次郎。

### ADEM篇（第5、6、7集）
獎勵都市「希望」的天國之門事件結束後，伊達真治被追究由宇從NCT研究所脫逃的責任。另一方面，取代『ADEM』權限的『海星』，正一步一步的進行奪取峰島遺產的陰謀。

### 海星篇（第8、9集）
雖然成功阻止NCT研究所被攻陷，但黑川靠著謀略與瑪門的記憶讀取能力成功的奪取峰島遺產。『海星』開始攻擊世界各地的非法遺產開發機構，造成許多傷亡，卻開始被世界視為英雄。受到報導動搖的由宇，靠著鬥真和麻耶的鼓勵開始對海星展開反擊。『海星』與由宇的最終決戰即將開打。

## 人物介紹

### 主要角色
坂上鬥真（聲優：石田彰）
男主角，17歲高中生，真目家的庶出子，從母姓，擁有禍神之血，家傳小刀「鳴神尊」的繼承者。平時性格敦厚，但只要一拔出小刀「鳴神尊」便會成為所向披靡的殺人鬼。對血的味道相當敏感。尚未完全控制禍神之力，有過去被禍神之血控制而大量殺人的心靈創傷。禍神之血覺醒後個性嗜殺，想殺害峰島由宇。雖然靠禍神之血突破不少難關，但每用一次鬥真的兩個人格之間距離也更加接近。天國之門篇後和由宇兩人開始逃亡。在ADEM篇中為了從『海星』手中脫逃而躲在舊峰島研究所時遇見峰島勇次郎，之後成功的和怜一同救出被抓走的由宇。雖然和七大罪數度交手，實際上只有和別西卜分出勝負。對由宇抱持好感，在第八卷中强吻了她，並在第九卷向峰島由宇告白。
峰島由宇（聲優：高橋美佳子）
峰島勇次郎的獨生女，擁有最高的頭腦知能與身體能力，被稱為峰島勇次郎的最高傑作。自從七歲時落入『ADEM』手中後，一直被拘禁在NCT研究所地下1200公尺深處。厭惡缺乏倫理的遺產使用，為回收遺產盡心盡力。由於在與自然環境隔離的環境成長，相當憧憬陽光、雨、風等自然現象。身體能力在平均女性之下，但靠著物理計算能夠正確無比的操作身體，發揮常人望塵莫及的戰鬥力，甚至可預測對方的言行和動作。不過激烈戰鬥對身體負擔極大，必須休息或補充藥劑。因為和鬥真作過約定，下手謹慎，並未實際殺過人。在ADEM篇中被『海星』綁架監禁在「Freedom」內部，被鬥真救出後目前在真目家保護之下。ADEM篇似乎開始把鬥真當成異性，並在第八卷對坂上鬥真做出類似告白的言論。
真目麻耶（聲優：安田未央）
鬥真的同父異母嫡出妹妹，容姿端麗，頭腦聰明，目前是真目家的第二把交椅。天國之門事件後，原本勝司管轄的美國地區也納入管轄範圍。似乎能夠體會由宇的境遇，漸漸和她熟識，數度提供保護場所（但也視她為競爭對手）。在ADEM篇暫時和『ADEM』聯手，提供『七原罪』的資料（麻耶的個人行為，和其他真目家成員毫無關聯）。為了由宇，隻身面對『七原罪』首領路西華，精神相當堅強。從勝司處得知自己出生的真正理由後大受打擊。

### ADEM
正式名稱為「The Administrative Division of the Estate of Mineshima」（譯：峰島遺產管理局）。擁有LC部隊（註：Legacy Counter部隊，即反遺產犯罪部隊），主要進行聯合國認可的遺產犯罪處置。為了監視遺產的不當使用，擁有強制搜查權限。最重要的遺產為S-00001「峰島由宇」。在第5集因為黑川的策略失去權限，幾近停止運作。但在『海星』的叛國行為被發現之後恢復運作。
伊達真治（聲優：立木文彥）
『ADEM』的總司令。妻子已過世。從由宇小時後便開始保護監控她，認識時間相當長。球體實驗室事件發生前視由宇為危險人物，但從她自己回到NCT研究室的行動漸漸改觀。黑川謙靠著策略抓到峰島由宇後，阻止有『海星』人員參與的監察團試圖進入佔領NCT研究所，並留下來進行指揮和守護「超級電腦LAFI」。後因為撒旦的進攻而被成功侵略，最後「超級電腦LAFI」一號機仍被瑪門奪走。性格冷靜，沉默寡言。十分信賴部下，非常具有威望。絕不會為一己之私使用遺產，相當有正義感。
岸田群平（聲優：西村知道）
NCT研究所的最高負責人，理解由宇的人。反對監禁由宇，經常向伊達要求改善對她的處置。有點過度保護由宇。曾經和峰島勇次郎共同研究。對峰島遺產的了解在NCT研究所內僅次於由宇。
八代一（聲優：三宅淳一）
伊達的秘書官。言行輕薄，完全不受部下尊敬，實際上卻能力優秀。在伊達不在時負責指揮。是八陣家之一八代家出身。其實力與七大罪之一的瑪門相當（此時的瑪門已靠變異體的影響大幅提升身體能力），擁有超越常人的戰鬥力，峰島由宇曾經說過，若將八代的戰鬥力比喻為1則由宇為4.29，表示如果有5個八代將能險勝由宇。從他的發言看來，和怜似乎有什麼關聯。很少使用自己擅長的招式。
荻原誠
外表美型內心卻像好色老頭。為了監視鬥真而進入鬥真所就讀的學校，對鬥真抱持著一股不滿與惱怒。八代的直屬部下，對八代的忠誠和歸屬意識卻很低，但對八代所下達的任務都能確實又簡潔地執行。主要任務為監視，擅長隱密行動，對身邊的出現的危機總能敏銳的察覺並且迴避。雖然時常和八代討價還價，但個人特質其實跟八代很合。
蓮杖直人
海外活動的LC部隊成員之一。先進LC部隊的領導者。平時冷靜沉著，戰鬥時能夠快速對狀況作出反應。受到『海星』襲擊，為了減少隊員犧牲而投降，全員被俘虜。相當受到部下信任，在第7集時被黑川謙勸誘，開始迷惑。使用的遺產是「因果觀測鏡」。
環晶
海外活動的LC部隊成員之一。先進LC部隊唯一的女性。使用遺產技術「水精靈」。愛慕伊達真治。在第7集中七原罪之一撒旦對決，和夥伴艾莉西亞聯手將其擊敗。
越塚清志郎
海外活動的LC部隊成員之一。先進LC部隊的成員。被環晶稱為運輸工具御宅族，能夠單輪駕駛全長20公尺高17公尺的巨大貨車TITAN，在操縱各式載具方面相當具有實力。
吉見萌
海外活動的LC部隊成員之一。先進LC部隊的成員。原為球體實驗室篇的亞門。前回事件後，因為腦功能障礙接受手術。記憶消失，人格也大幅改變。
朝倉小夜子
參與Leptoneta開發，擅長電腦操作。雙眼失明。弧石島事件後，為了增加研究所中的女性而加入NCT研究所。在NCT研究所陷入危機時時擅自與「超級電腦LAFI」一號機連結並碰見風間。
木梨孝
「超級電腦LAFI」二號機的開發主任。原本是駭客，技巧受到讚賞而進入NCT研究所。天堂之門篇時擅自和「超級電腦LAFI」一號機連線後，身體被八十八元素之一入侵而引起變異。
星野
自衛隊隊員，孤石島事件中自衛隊隊員中唯一生還者。其姓名一直沒機會在書中揭露。後來加入NCT研究所。和朝倉小夜子十分親近。
久野木
LC部隊，球體實驗室奪還作戰隊長。作戰中身亡。

### 真目家·八陣家
自古以來靠著掌握情報發揮力量。俗話說：「想知道真實，就敲真目家的門」。現任當家真目不坐制定了不與峰島有所牽扯的方針。
八陣家是自古以來真目家的護衛﹐已出場的有四四(只是提及到姓和能力﹐沒有任何此家的人出過場)﹑六道和八代三家。雖然名義上是八陣﹐實際上現今只餘下了五至六家(確實數字不明﹐其中已滅族的包括了六道﹐不過其實尚有幸存者)。
真目不坐
真目家現任當家。鬥真、麻耶的父親。雖然是三男卻坐上當家位置。個性像個小孩一般單純但帶著邪惡，行動都相當正確。非常執著於禍神之血，為了完成禍神之血而將「鳴神尊」交給鬥真。同時在追尋峰島勇次郎，第6集終曲時碰面，兩方發生戰鬥但並無結果。
真目勝司
真目家的長子。稱呼鬥真的母親美沙子為叔母。六道才火為其侍衛。在真目家的事業上負責美洲和歐洲部分，在第2集之後便完全退出正常社會。 意圖由最根本的層面來改變真目家。
真目北斗
真目家次男。似乎相當怠惰，管理中東跟非洲，也就是世界最大軍火庫的情報網路，曾主動提供『七原罪』的情報給麻耶。實際狀況則不明。至今只在台詞中被提到。
真目蛟
真目不坐的弟弟，可麗兒的父親。「鳴神尊」前任繼承人，被稱為『完美的禍神之血』。十二年前奉命暗殺峰島勇次郎，卻失敗遭到斷首。之後成為勇次郎的研究對象，成為『密諾娃』字母幹部Magician，且聯合Bigfoot、Speed、Puppet從『密諾娃』叛逃並對真目及峰島家進行復仇。計畫失敗後被變異體吞噬，繼續保持記憶。以年輕時的相貌與鬥真決鬥後敗北受傷，最終在真目不坐命令下被女兒可麗兒殺害。
可麗兒
真目蛟與史薇拉娜·可麗兒·博金斯凱婭的女兒。正常來說女性不會出現禍神之血，卻因不坐以「天堂之門」對腦進行改造後顯現出能力，但實力不及鬥真。作為代價的副作用是無法辨認容貌（相貌失認症），且幾乎沒有情感（但對味覺相當執著，非常喜歡甜食）。武器使用「鳴神尊」的長刀版。頭髮是亞麻色，時常穿著有荷葉邊的洋裝，長相非常可愛。第6集最後和真目不坐一同與峰島勇次郎碰面，刺殺峰島勇次郎時，因為窺視了峰島勇次郎的思想而陷入昏迷。第10集被勝司安排與史薇拉娜相認，卻於第11集中被不坐下令殺死史薇拉娜和Reverse時，在混戰中被某人開鎗打死。

真目麻耶的近身護衛，鬥真的繼任者。在輔佐麻耶方面相當稱職，對於自己的主人，有著無上的敬意。出身八陣家。姓氏沒有明白表示，第7集有提到和八代一有所關聯﹐從她和八代一家的奧義都是「神鳴殺」可以推斷她應該也是出身八代家。由於外貌中性故無法斷判性別﹐不過貌似是其親戚的八代一和真目家現任當家真目不坐都以「怜小姐」稱呼她﹐故應該是女性。使用苦無戰鬥，擅長的招式為不外傳的「雷鳴動」﹐但作為其家族密奧的「神鳴殺」她卻不大熟練。些微討厭鬥真，不過認同他的實力。
六道扇
為擁有特殊能力的六道家遭滅門之前，因擁有強大的能力而被真目家當家所懼怕。
六道才火
真目勝司的侍衛。八陣家之中，慘遭滅門的六道家的活口。雖然外表還是個小孩子，不過其擔任護衛的能力卻已被認可，同時也被認定為六道家的天才。和六道舞風為堂姊弟關係，因為能力優秀受到六道舞風忌妒與仇視。
六道舞風
（參照: 七原罪－瑪門）

### 海市蜃樓（）
風間遼（聲優：保志總一朗）
佔領球體實驗室的武裝集團『海市蜃樓』的首領。原本是峰島勇次郎的助手。能夠使用「Electron Fusion」將精神潛入「超級電腦LAFI」當中。本體為「超級電腦LAFI」一號機中偶然間誕生的電子生命體，峰島勇次郎將其移植到人身上。後來再度回到「超級電腦LAFI」一號機之中。NCT研究所發生變異體脫逃事件後和峰島由宇交易，轉移部份人格到「超級電腦LAFI」三號機中，與由宇、鬥真一同行動。偶爾會在由宇、鬥真遇到困境時給予忠告。可以使用立體投影展現自己的外表（本人認為這是演出）。基本上口氣辛辣，但會對局勢做出判斷後給予提示。隨著故事漸漸進行，漸漸具有人類的感情，在短篇集中有對由宇和鬥真的關係發表感想。「超級電腦LAFI」三號機被由宇用力扭曲時會提出抱怨。
宮根琉璃子（聲優：渡邊美佐）
『海市蜃樓』的一員，執行強奪遺產計畫時作為內應。使用「萬象迷彩」，擅長的武器是小刀。曾與光城時貞有過一段戀情，但後來喜歡上風間遼，最後被嗑藥發瘋的光城時貞扭斷頸骨。
光城時貞（聲優：高戶靖廣）
『海市蜃樓』的一員，宮根琉璃子的前戀人。身穿漆黑外套。使用等級D遺產「霧斬」。被使用了「鳴神尊」的鬥真殺戮人格殺害。
亞門（聲優：鄉里大輔）
『海市蜃樓』的一員，超過兩公尺高的怪力壯漢，但和外表相反的迅速、冷靜（雖說仍被由宇嫌慢吞吞）。使用等級E的遺產，「A9泛用特殊裝甲」的原版。球體實驗室事件解決後，被消去記憶以吉見萌的身分加入先進LC部隊。

### 密諾娃（）
搶奪峰島遺產，並由將遺產經由非法管道賣出的犯罪組織。分別用英文26個字母代表每個精銳成員組成。靠美國政府資助。
史薇拉娜·可麗兒·博金斯凱婭 & 密諾娃·羅森菲爾
過去俄國瘋狂科學家，索爾蓋・伊瓦諾夫的護衛兼實驗品，成品名：蛇髮女妖。可麗兒是她曾經擁有過的名字，而密諾娃則是真目蛟所給予的新名字。峰島遺產科技事件的第一次事件受害者之一，在一次護衛任務中因勇次郎一句話而使蛇髮女妖的能力增強，卻也併發會遺忘記憶的嚴重副作用，以可麗兒的身份與真目蛟相愛，並把這名字送給兩人的女兒。出處於9S mermories。
Cuculus
『密諾娃』字母幹部、英文字母的C。Cuculus即是杜鵑。故意流出一部份遺產給研究員，最後再奪走成品。被可麗兒殺害。
Goldy
『密諾娃』字母幹部、英文字母的G。金髮，自在使用愛槍邦妮（Bonnie）與克萊（Clyde），稱號「槍械之子」，擅長使用各種槍械，特技是使用子彈跳彈擊中指定位置。同性戀，對J有著超越工作夥伴一般的執著。看到J在眼前被Leptoneta殘殺而情緒崩潰，最後被伊達真治射殺。
J
『密諾娃』字母幹部、英文字母的J。使用「視覺毒」，此外，能夠控制腦內激素分泌強化神經與肉體。擅長變裝、使用遺產技術易容，會徹底分析變裝對象的經歷，謹慎到親朋好友也難以察覺。故事中偽裝成日本陸上自衛隊隊員志村圭吾。為保護Goldy而被Leptoneta所殺。
Magician
『密諾娃』字母幹部、冠上英文字母的M的老人。使用遺產「夢魘」與自身的特性，能夠進行多重強力催眠。真面目為前代「鳴神尊」持有者真目蛟。被變異體吞噬後，以年輕的姿態與鬥真決鬥、敗北。在瀕死之際被可麗兒斬殺。
Bigfoot
『密諾娃』字母幹部、英文字母的B。靠著遺產技術改良出異常巨大的軀體。和Speed、Puppet等人都是基因重組技術實驗下的產物。被越塚清志郎所駕駛的直昇機的機炮射殺。
Speed
『密諾娃』字母幹部、英文字母的S。人如其名，可進行高速移動，使用小刀攻擊。被環晶以「水精靈」所殺。
Puppet
『密諾娃』字母幹部、英文字母的P。操縱Bigfoot在裝甲中的屍體，但被鬥真連同Bigfoot的屍體一起破壞斬殺。

### 海星
黑川謙指揮的LIC對策組織（註：Low Intensity Contend對策組織，即低強度衝突對策組織）。讓評議會對『ADEM』產生疑慮，使得權限被轉交到『海星』手上。
黑川謙
『海星』的首領。負面謠言源源不絕的人物，實際上卻相當具有正義感。目標為消滅遺產犯罪。和伊達真治為大學同學，原本相當尊敬他。期望「人能夠以人的身分生活」的世界。靠著峰島由宇逃亡事件將伊達真治逼進死角，以隱蔽自己抓走由宇的事實與停止『ADEM』的活動。和『七原罪』聯手，但由於彼此無法取得聯繫，並不是完全聯手的狀態。靠著從美軍亞利桑納基地內奪取了3架「Freedom」與從NCT研究所奪走了「超級電腦LAFI」一號機，襲擊有遺產犯罪嫌疑的場所，對全世界的遺產犯罪者發出宣戰佈告。最後在與美軍第四艦隊的戰鬥中失敗，與「Freedom」三號機一起沉入2000公尺的深海中。
福田
黑川謙的部下、副官，對黑川謙相當忠心。對他的理想感到贊同而支持他。黑川謙的唯一理解者。

### 七原罪
在中東、非洲活躍的傳奇傭兵部隊。一個人能夠匹敵一整個師團，連『密諾娃』都不願意接近其活動範圍。現在在『海星』指揮之下。
路西法（Lucifer）
『七原罪』首領，穩重的老人。被其他七大罪成員稱呼為「爺爺」。接觸過峰島勇次郎，被開啟腦中黑子。年齡超越一百歲。和鬥真擦身而過時說了意義不明的話。在和麻耶對談時，靠著她鍥而不捨的說服，和她約定不對由宇出手。其姓名意為基督教中七大罪的「驕傲」。
利維坦（Leviathan）
『七原罪』成員。能夠使周圍的金屬漂浮，並且高速飛出以攻擊的少女。愛慕別西卜。和鬥真作戰時，磁場被「鳴神尊」切斷，被壓倒性的力量折服而戰敗。憎恨讓別西卜受重傷的鬥真。在水下2000公尺的「Freedom」二號機中，用身體擋住鬥真刺向別西卜的刀，死在別西卜的懷中。其姓名意為基督教中七大罪的「忌妒」。
別西卜（Beelzebub）
『七原罪』成員。能夠和周圍的人身體同調。從前以野地的名義潛入真目家，是襲擊真目家的犯人之一。和鬥真兩度交戰，第二次中鬥真的計謀受了重傷落敗。最後與利未安森一起葬身在水下2000公尺的「Freedom」二號機中。其姓名意為基督教中七大罪的「暴食」。
撒旦（Satan）
『七原罪』成員。身穿特殊的銀色套裝，將周圍溫度上升到數千度以攻擊。此溫度大部分的槍砲都會失去作用。脫掉套裝的話，也能夠以體溫讓周圍溫度下降到零下幾十度。戰鬥能力在『七原罪』中排名第一。峰島勇次郎的傑作之一。套裝下是以無機物構成的生物。體溫-196~-209度之間。如果下降到-210度以下，會因為做為身體的液態氮和液態氧凝固而死亡。和環晶交戰，雖然獲得壓倒性優勢，但套裝在最高溫度的瞬間被以巨大凸透鏡聚集達到上千度的太陽光燒熔，身體溶解死亡。其姓名意為基督教中七大罪的「憤怒」。
阿斯莫德（Asmodeus）
『七原罪』成員。以常人數十倍的怪力揮舞兩公尺大雙斧的美女。貝芬格的姊姊。在「Freedom」中與鬥真作戰。斧被兩段而被逼入窮境，但被貝芬格救走。其姓名意為基督教中七大罪的「色慾」。
貝爾芬格（Belphegor）
『七原罪』成員。能夠以眼睛窺見世外界，有連鬥真都很難以視覺辨認的速度。阿斯莫德的弟弟。以空手防禦鬥真的「鳴神尊」。其姓名意為基督教中七大罪的「懶惰」。
瑪門（Mammon）
『七原罪』成員。非戰鬥人員，能夠讀取對手記憶，但依然無法突破大腦保密裝置。本名為六道舞風，對同一家系且比自己優秀的六道才火抱持自卑感。受到黑川謙指示，讀取了變異體半邊腦的記憶（除了加密的記憶以外），因此得到天才的思考能力所帶來的身體能力與龐大的知識，但對腦部帶來很大的負擔。在NCT研究所最下層被八代一以「神鳴殺」為幌子射殺，但瀕臨死亡時讀取了變異體另外半邊腦而復活，並帶走了「超級電腦LAFI」一號機。雖戰鬥力與智能大幅增加，但在打撈船上敗於八代一的修正版「神鳴殺」。其姓名意為基督教中七大罪的「貪婪」。

### 其他人物
峰島勇次郎
相當多謎團的人物。發明許多新技術，並進行各種實驗，其中包含許多不人道實驗而被稱作瘋狂科學家。十年前在勇次郎研究所中心發生核爆後行蹤成謎，但在ADEM篇突然出現在鬥真面前對他道謝並給予幫助。服裝為白色西裝和帽子，和一條突兀的紅色領帶，給鬥真年輕奇異的印象。在身體周圍佈有龜兔賽跑悖論所產生的空間。在第六集最後與真目不坐重逢，在头颅被砍开的情况下依然生存，并从容离开,本名為峰島 勇。改名為峰島勇次郎的原因是因為自認自己不是天才而是次級品，所以將勇=由宇送給女兒峰島由宇。
人物範本是參照現實世界中的科學家“尼古拉·特斯拉”。
橫田健一
球體實驗室技術主任。30歲左右，身體相當健壯，個性粗獷。但電腦工程師的能力受到由宇激賞，素有「能把量子加密技術教到連小學生都能理解」的讚譽，知道LAFI中混沌領域的存在，家中電腦更有以手工製作的量子加密器材加密的LAFI簡易操作檔案。在球體實驗室時相當照顧鬥真，教導他如何生活。被宮根琉璃子殺害。
橫田和惠
橫田健一的妻子。擔心大腦保密裝置會對年幼的鏡花帶來不好的影響。支援鬥真和由宇。
橫田鏡花
橫田健一的女兒，4歲。父親在球體實驗室事件遭到殺害而留下了心理創傷，在ADEM篇鬥真和由宇前來拜訪有所改善。相當喜歡鬥真和由宇，但喜好惡作劇的個性有時連由宇也受不了。
笠原實
多目的多足型無人戰車「Leptoneta」的開發主任。在為內藏電源重量困難煩惱之際，靠著幫忙解決，卻被趁機植入改寫了主控程式的軟體，造成試驗時暴走。之後被偽裝成志村 圭吾的J以視覺毒毒殺。
志村圭吾
自衛隊隊員。實際上於第二集一開始已經被J所殺，而J則以臉皮變裝的道具偽裝成志村圭吾出現在故事當中。
變異體
目前還未有正式名稱，原本為LAFI一號機中的電子智慧「八十八元素」之一，在第三卷中趁木梨孝與LAFI一號機精神同調時入侵他的意識，並奪取意志、記憶和知識，隨後引發身體變異，形成與蛋白質構成生物截然不同的肉體構造。
變異體的細胞是靠著神經傳輸特殊電波來操控，本身即使脫離本體控制也能存活，同時能藉由噬菌現象快速同化接觸到的異體細胞。
靠著生長出擁有生物特性的組織而持續進化，同時也被「使命」所牽引著而前往獎勵都市《希望》，一面不斷地進食一面入侵磁軌列車控制設施的大樓，最後引發了「直線特快號」失控事件，期間追擊察覺有異而相遇的坂上鬥真，卻反被砍下半邊腦部而敗逃。
在靠著進食而回復生命後於獎勵都市的地下空間上層遭遇真目家及ADEM、密涅娃一行人，被鬥真砍斷手後失去平衡墜落底部瀕死，遭回程的Magician一眾帶走，接上各種儀器後置於培養液水槽中。
被掳期間藉由特化神經組織入侵透過連線從外部控制的儀器，通過網路系統駭入LAFI三號機，擊敗寄宿於三號機中的人工智慧風間後使用三號機發射特殊波形的電波，同時將腦部接收的電子訊號散佈於網路中，被真目家的研究員記錄下，視覺影像被解讀成功後成為發現Magician藏匿點的原因。
被Magician放生在KIBOU大樓中，在不斷地捕食後遭遇準備擊殺鬥真的可麗兒並交戰，於戰鬥中漸趨下風，但因可麗兒的鳴神之血時效結束而反敗為勝，最後和使用與鳴神尊同質長刀的鬥真交戰，特化出擁有遺產「霧斬」特性的刀刃後逃跑。
在電梯中打算襲擊鬥真時反被拔刀術腰斬，重傷下吞食之後坐上電梯的Magician
吃掉Magician開啟腦中黑子之後，能夠吞食各種有機物與無機物，並且以Magician的意志在操空肉體行動。最後以真目蛟的姿態和鬥真決鬥，真目蛟的意識敗北死亡。
在勉強死裡逃生之後，被真目不坐命令可麗兒殺害。
當初被鬥真砍下的半邊腦被ADEM作為遺產保存，之後記憶和知識被六道舞風接收。
長谷川京一
鬥真的同班同學。
艾莉西亞・新井
DIA為了調查Freedom而來到日本的美國特務。身上到處藏有手槍，槍法可媲美由宇。在ADEM篇使用反坦克手槍和LC部隊一同戰鬥，能和環晶在戰鬥中完美地互相掩護搭檔，因而有了些許同伴意識，但當事人卻似乎都沒有注意到。注意到八代的真面目時，對話讓晶誤以為迷上了八代。最後與晶一同擊敗撒旦。第十卷與好友史薇拉娜在西伯利亞重逢。
索爾蓋·伊瓦諾夫
俄國的軍事武器科學家，是人類社會中第一個發現峰島勇次郎才能的人，因為成功解讀了峰島勇次郎無聊丟上網路的加密檔案而受到啟發，從研究軍武改為瘋狂地進行人體實驗，某種意義上也算是峰島遺產科技事件的第一位受害者。最後帶著唯一的成功實驗品史薇拉娜·可麗兒·博金斯凱婭逃亡到日本想收峰島勇次郎為徒，卻遭到羞辱，最後被真目家暗殺，死於真目蛟手上。出處於9S mermories。

## 用語
NCT研究所
NCT正式名稱為「Non-Cognizable Technology（譯：不明科技）」，由於峰島勇次郎所提出的理論大多難以理解，因此有這種名號來諷刺。負責ADEM沒收的遺產技術研究、分析、保管。為了隱匿存在，建設在人煙罕至的深山。
第二京都條約
聯合國制定的峰島勇次郎遺產運用規範。
大腦保密裝置
以腦神經干涉防止遺產相關機密外洩。在進入NCT研究所時和大腦皮質編號記錄一同施行。只能和知道機密情報的人自由交談。
True Eye 20000
真目家開發的超級電腦。開發費用上億美金，不過性能遠比不上LAFI。在球體實驗室事件時被爆炸破壞。
True Eye 10000
為代替在球體實驗室事件時被爆炸破的True Eye 20000，真目家所建造的代替品。
弧石島
九州大隈半島東南方的島。進行Leptoneta的啟動實驗。
腦中黑子
位於知覺之外。大腦深處的未使用區域。峰島勇次郎的終身志業。
獎勵都市「希望」
真目家買下後進行再開發的市街。有許多辦辦公大樓和高級住宅、飯店與世界為高的建築物「KIBOU」。小時候的麻耶所命名。
八十八元素
LAFI三號中誕生的88個意識體。其中一個入侵木梨的身體。
比良見特別管制禁區
十年前爆發的爆炸事件受害地區，以原峰島勇次郎研究所為中心的市街。管轄前移轉給防衛廳，一般人禁止進入。周圍柵欄涵括平地與大範圍的山岳地帶。被海星佔領，成為基地所在。
鳴神流
真目家男子自小開始學習的武術流派。
鳴神尊
禍神之血繼承者使用的小刀。可使用這把小刀開啟禍神之血。包含單磁極，能夠引發99.99%的質子衰變。
禍神之血
真目家的血脈，會令擁有者產生具有殺戮衝動，一般只會出現於男性。在對殺戮的渴望、面對死亡的情況及拔出鳴神時才會導致禍神之血覺醒。一般是會將人格分為日常和殺戮，能自由控制能力。（坂上鬥真為特殊情況）

## 遺產技術
峰島勇次郎發明的跨世代技術、機械、方式等等。一部分是女兒由宇所發明。等級分為S、A～F，再更低則不分級。
峰島由宇
被列為S級遺產的峰島最高傑作，於其7歲時被ADEM捕獲，監禁在NCT研究所深處。精通各種科學理論以及遺產，編號為S-00001。
LAFI
等級A遺產。超級電腦，使用量子技術實現的量子電腦，一號位於球體實驗室（後來移至NCT研究所），二號、三號位於NCT研究所。三號是筆記型電腦。此外，還有未確認的LAFI四號，作品中並未被當成電腦。
球體實驗室
直徑525公尺，外表為球型的大規模研究設施。能夠在封閉環境內再現地球資源循環，只靠內部資源自給自足。外層牆壁是特殊玻璃，具有光學迷彩功能，無法被破壞。內部材質多有能防止霧斬的堅固材料。包含能夠駭進全球各種系統的LAFI一號機，負責管理實驗和球體實驗室的各種細節。有大門和側門兩個入口，具備運輸用直昇機。實際用途可能為移動式的戰略要塞。
霧斬
等級D遺產。接觸物體時發生超高速震動，弱化物質的結合力，引起液化現象。此外，能夠使用相位相反的震波將其抵銷。
A9特殊泛用裝甲
等級E遺產。使用特殊合金，擁有驚人的防禦能力。粗劣複製品流落到海市蜃樓手上被拿來使用。亞門裝備的是原始版本。
萬象迷彩
能夠隱庇光、紅外線、聲音等各種痕跡的特殊迷採。無法隱藏空氣流動。
大腦代理裝置
代理腦部控制身體的機械。原本是為了腦死患者開發出來的醫療用儀器，為峰島由宇所開發。海市蜃樓安裝戰鬥用程式後裝備在一般人身上，大量製造士兵。
多段式輕瓦斯槍
為了進行宇宙廢棄物高速碰撞實驗所製作出來的小型機器。發射直徑9釐米的鋁彈，可達到時速30馬赫。子彈和副產物的衝擊波具有相當大的破壞力。
Leptoneta
二橋重工開發的多目的多腳無人戰車的開發代號。以人工衛星（SIGMA）發射的微波作為電源供給。目標是對抗低強度衝突戰，儘管體型巨大，仍具備高度的機動力與靜音性。此外，透過高自由度的變形功能，及高度的模組化與零組件結構，在狹窄的地方也可行動自如地追蹤敵人。武裝有電磁砲（也稱磁軌砲）、線型切割器（碳素結合型切割索）以及刀刃一般尖銳的腳等。
視覺毒
等級D遺產。將複雜的光種類加以組合以抑制腦內分泌物的技術，能在體內產生毒素（依照不同使用方式也能產生腎上腺素）。理論接近光過敏症。
天堂之門
LAFI中有關峰島勇次郎的線索，被埋藏在獎勵都市希望的地底下。以一整個都市的人命和重量加以封印，上面刻有理應和峰島勇次郎水火不容的真目家家紋。實質為以科學手段開通腦中黑子的裝置。
夢魘（Nightmare）
強烈的催眠暗示造成的共鳴現象。受到受傷的暗示，身體也會出現受傷的跡象，相當於F級遺產。原本影響範圍相當狹小，魔術師使用時能夠克服此項缺點。
基因重組技術（Genome Re-model）
遺產之一，能夠操作DNA而大量增強身體能力，但不會像木梨般劇烈變化。Bigfoot、Speed、Puppet三人為接受實驗者。
水精靈（Undine）
環晶使用的遺產。能夠操縱導電率在一定程度以內的液體，可用來攻擊或偵查。
因果觀測鏡（Causality Goggles）
蓮杖直人使用的遺產。能夠蒐集各種資料預測過去和未來的護目鏡。由於越往過去可能性越多，且預估一秒未來需要十秒時間，實用性低因而被歸類為不分等級。
TO-02型合金
等級D遺產。擁有超越鑽石硬度的七種合金之一。
摩擦力去除劑（Friction Cancel）
等級D遺產。能在常溫下將摩擦係數降低到接近於零。
自由（Freedom）
全長超過320公尺，整體超過480公尺的飛行航空母艦，世界最大的飛行器。DIA和美國海軍秘密建造。建材為TO-00合金。能夠搭載約3000名士兵與95台戰鬥機。使用核能動力。裝備萬象迷彩。
TO-00合金
超越鑽石硬度，只有硬鋁與鈦合金四分之一重量的金屬。

## 出版一覽
| 集數     | 書名        | 日文版ISBN             | 日文版發售日   | 繁體中文版ISBN         | 繁體中文版發行日 | 簡體中文版ISBN         | 簡體中文版發行日 |
| -------- | ----------- | ---------------------- | -------------- | ---------------------- | ---------------- | ---------------------- | ---------------- |
| 第一集   | 9S I        | ISBN 4-8402-2461-7     | 2003年9月10日  | ISBN 978-986-174-474-2 | 2007年9月12日    | ISBN 978-7-5356-5160-0 | 2012年3月5日     |
| 第二集   | 9S II       | ISBN 4-8402-2578-8     | 2004年1月10日  | ISBN 978-986-174-542-8 | 2007年11月27日   | ISBN 978-7-5356-5331-4 | 2012年6月5日     |
| 第三集   | 9S III      | ISBN 4-8402-2691-1     | 2004年5月10日  | ISBN 978-986-174-607-4 | 2008年2月15日    | ISBN 978-7-5356-5591-2 | 2012年9月5日     |
| 第四集   | 9S IV       | ISBN 4-8402-2760-8     | 2004年8月10日  | ISBN 978-986-174-649-4 | 2008年4月10日    | ISBN 978-7-5356-5793-0 | 2012年12月20日   |
| 第五集   | 9S V        | ISBN 4-8402-2906-6     | 2005年1月10日  | ISBN 978-986-174-723-1 | 2008年6月24日    | ISBN 978-7-5356-6130-2 | 2013年4月20日    |
| 第六集   | 9S VI       | ISBN 4-8402-3123-0     | 2005年8月10日  | ISBN 978-986-174-785-9 | 2008年8月16日    | ISBN 978-7-5356-6435-8 | 2013年9月5日     |
| 外傳     | 9S SS       | ISBN 4-8402-3274-1     | 2006年1月10日  | ISBN 978-986-174-963-1 | 2009年2月6日     |                        |                  |
| 第七集   | 9S VII      | ISBN 4-8402-3390-X     | 2006年4月10日  | ISBN 978-986-174-835-1 | 2008年9月17日    | ISBN 978-7-5356-6686-4 | 2013年12月20日   |
| 第八集   | 9S VIII     | ISBN 978-4-8402-3586-0 | 2007年7月10日  | ISBN 978-986-237-054-4 | 2009年4月18日    |                        |                  |
| 外傳2    | 9S memories | ISBN 4-8402-4120-1     | 2007年12月10日 | ISBN 978-986-237-394-1 | 2009年11月14日   |                        |                  |
| 第九集   | 9S IX       | ISBN 978-4-04-867135-4 | 2008年7月10日  | ISBN 978-986-237-091-9 | 2009年6月13日    |                        |                  |
| 第十集   | 9S X        | ISBN 978-4-04-868014-1 | 2009年9月10日  | ISBN 978-986-237-582-2 | 2010年3月19日    |                        |                  |
| 第十一集 | 9S XI       | ISBN 978-4-04-886545-6 | 2012年3月10日  | ISBN 978-986-287-970-2 | 2012年11月7日    |                        |                  |
| 第十二集 | 9S XII      | ISBN 978-4-04-912573-3 | 2019年8月10日  |                        |                  |                        |                  |

## 外部連結
- LAFI.NET 作者官方網站（页面存档备份，存于）
- LAFINET.BLOG 作者官方部落格（页面存档备份，存于）